# 高超音速

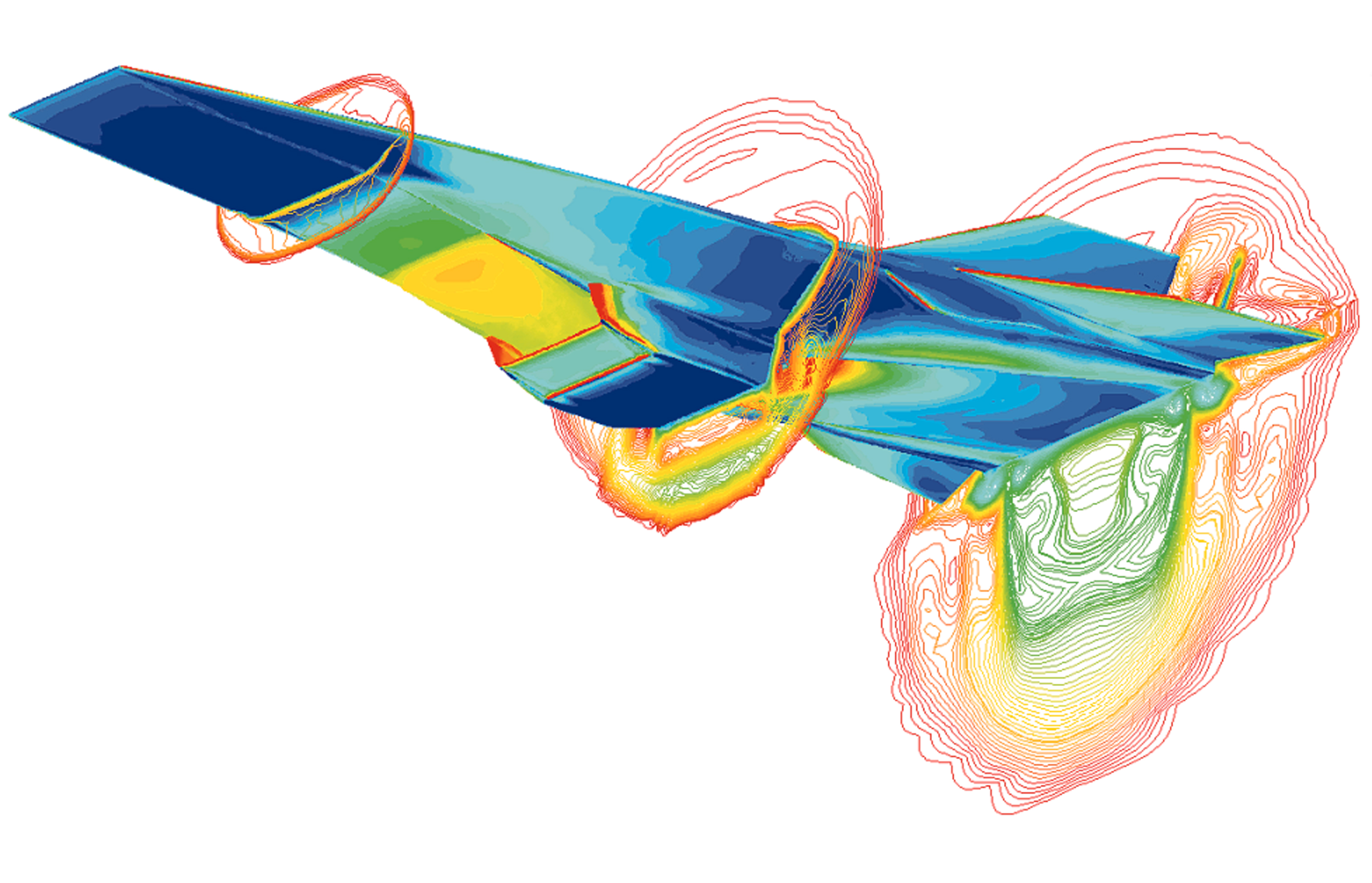
美國X-43A試驗機於7馬赫速度之下的計算流體力學（CFD）模擬圖。

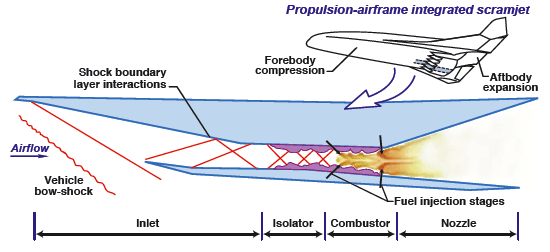
超聲速氣流進入引擎被加速至超高音速的概念圖

極音速（Hypersonic）為一空氣動力學名詞，意指速度較超音速還高出許多的狀態。在1970年代，這個詞通常指5馬赫（5倍音速，约1700m/s）或更高的速度。極音速流態（hypersonic regime）是超音速流態的分支。
超音速氣流與亞音速氣流性質迥異。當一飛行器加速到超音速，路徑中幾乎所有的空氣特性劇烈地改變。不過儘管有如此明顯的界線，對於「超音速」的定義仍有一些爭議。其中一個定義是整架飛行器各部份速度皆在1馬赫或之上。更技術性地定義指出：整架飛行器周遭的所有氣流速度皆是超音速才能稱作是超音速，這樣的情形對尋常設計的飛行器來說，通常是出現在1.2馬赫上下。0.8到1.2馬赫的範圍因此稱作跨音速。
考慮到連超音速的簡單定義都有爭議，就不會對「定義極音速更加困難」這件事感到意外，因為成為「極音速」並不會有任何氣流的物理性質改變。一般來說，在5馬赫附近，一些效應的組合整體來說變得重要。極音速流態常定義為衝壓發動機（ramjet）無法產生淨推力的速度。這是一個模糊的定義，因為存在有一些改裝提議，使得噴射引擎在這樣的速度範圍仍可操作，例如超音速燃燒衝壓發動機（Scramjet）。

## 起源
几乎所有现代军事武器都可以在已经尘埃落定的第二次世界大战中找到其始祖，極音速武器也不例外——高超声速滑翔概念的最初源头甚至还要更早一些。
在两次世界大战期间，纳粹德国在佩内明德测试新型大炮，这其中就包括一系列大口径远程列车炮。当时德国对用次口径炮弹提高射程很感兴趣，于是就用列车炮进行试验，结果有了意外的发现。当从海拔较高的地点发射这种长杆炮弹时，一樣的砲彈和裝藥，它的射程会比在低海拔地点发射远得多。在排除高海拔地区空气稀薄、阻力小等因素影响后，发现射程仍要远出不少。于是，德国科学家们大胆推测，长杆炮弹在飞行中段具备一定的“攻角”即炮弹几何中心线和炮弹飞行方向的角度，使其在高速飞行时具备较高的升阻比，因此在特定密度的大气中可以滑翔很远的距离。
这个原理激发了火箭专家桑格尔的灵感，他在1940年为了满足希特勒“跨过大西洋轰炸美国”的设想，设计了一种惊世骇俗的先进飞行器。这就是“银鸟”空天轰炸机，这架轰炸机采用火箭发射升空，在达到极高的速度后，以特定角度撞向大气层，在大气层中滑翔，就像巨炮所发射的那些炮弹一样。這就有如在大氣上衝浪，如果速度、角度合适，那么飞机会被几次反弹抛出大气层，然后再重新落入大气层。在飞到美国上空后就投掷炸弹轰炸目标，然后继续飞行，着陆在日本控制的太平洋岛屿上。
1948年，有一个人在研究了缴获的德国技术资料后，提出了一个新设想，他就是当时还是美国陆军上校的钱学森。他的方案与桑格尔不同，认为只要有足够先进的热防护技术，就能让飞行器在特定的高度层以高超音速持续滑翔飞行。除了热防护，这种飞行方式也需要飞行器具有更好的高速升阻比特性。他所提出的弹道，被人们称为“钱学森弹道”（也叫“助推-滑翔”弹道），按照他的理论计算，采用这种方式可以将弹道导弹的射程提高一倍。

## 實踐

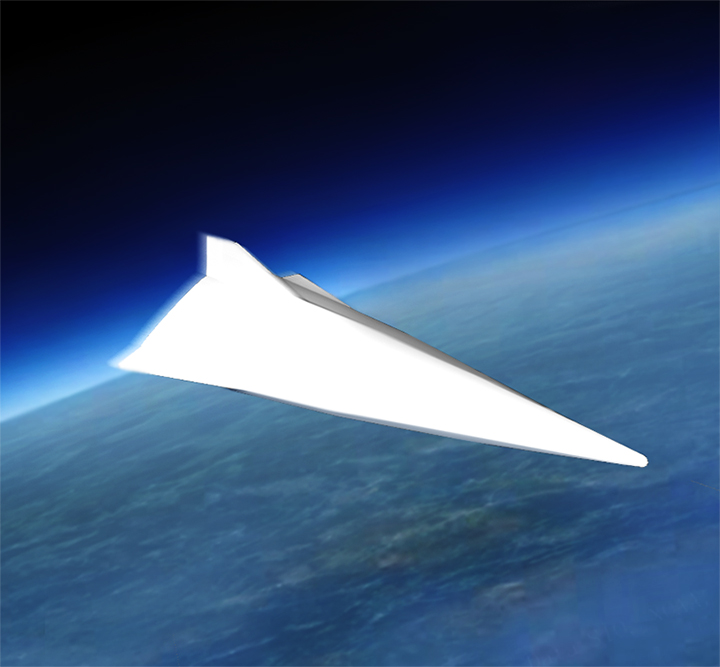
高超音速武器

在21世紀前十年後世界軍事強國紛紛研發高超音速武器作為戰略威攝，由於此種武器可以讓高價部署的反飛彈防禦網形同失效，或是用以攻擊該防禦網設施，讓後續傳統導彈發揮戰力。目前達到高超音速的飛行方法有三種，三種都是無人飛行器，因為攜帶支援人類生存的駕駛艙太大太重超過目前科技；人體也無法承受其飛行過程。
- 彈道飛彈的彈頭飛具，經設計後能在最後重返下落階段達到高超音速。
- 使用超音速燃燒衝壓發動機的無人飛行器。[1]
- 航行在太空的無人太空梭，除在太空軌道時相對地面運動速度可視為高超音速，重返下落階段也有可能。

### 俄羅斯
2019年12月，俄羅斯宣布首款「先锋」（Avangard）极音速飞弹开始服役，成为世界上第一个宣称有可操作极音速武器的国家。

### 美國
美國目前在三個領域研發有較公開資料
- 第一項彈道飛彈技術較簡單美中俄三國皆已有成功作品，早期美國X-43實驗體已經達成。[3]
- 第二項美國採用X-51驗證目前失敗率極高，最長的一次超燃機只點火了5分鐘。[4]
- 第三項則是無人太空梭X-37B於2012-14年間環繞軌道兩年試飛，但重返大氣時不是高超音速目前只能視為無人太空梭。

2020年3月20日，美国成功测试一款未搭载武器的极音速飞弹原型。

### 中國
同時中國研發成果也長期受到國際關注，首先WU-14彈頭的出現表示解放軍已經完成彈道飛彈方案的實踐，同時少量曝光的神龍空天飛機表示另一方案也在進行，該裝置首次曝光是掛載於轟六轟炸機下方而非裝於運載火箭上，表示可能是超燃機方案而非太空梭方案，但其外型又類似X-37而非X-51所以引起不少疑問。而2015年10月上海电视台纪实频道的軍事節目專題報導披露一則怪異報導，表示9月中一架特殊的國產試驗機完成試飛，該飛機「剖面特殊、飛行方式獨特、飛行速度高度遠超史上所有試飛機型」之後成功降落，試飛中心一陣歡呼。該報導早先是以文字平面方式公開，上海电视台該期談話節目則以引用該報導的方式展開討論，先前此消息傳出國際上就有美俄專家存疑因為若有一種非彈道飛行器能在大氣中飛行，不論自力起飛或轟炸機攜帶，之後可控下達成高超音速再成功減速降落機場，無疑是遠超過這時代的科技。該期節目中的航太專家以個人非官方看法表示這飛機應該就是神龍計劃的後續機型，同時他突然意外表示其實中國對高超音速有一套自己的心得，北京航空航天大學有一教授曾發表過「沙丘助渦」的獨特空氣動力論文，可以操縱亞音速氣旋阻擋高超音速氣旋解決點火問題。
2019年10月，在中華人民共和國建國70周年阅兵式上，中国人民解放军展示了东风17型高超音速滑翔载具。

### 伊朗
据伊朗媒体2023年6月6日报道，伊朗伊斯兰革命卫队航空航天部队公布其自主研发的首款高超音速弹道导弹“法塔赫”。   伊朗媒体称，该导弹最大射程达到1400公里，速度至少为13马赫，能够穿过任何防空系统。

## 外部連結
- NASA's Guide to Hypersonics
- Hypersonics Group at Imperial College
- University of Queensland Centre for Hypersonics （页面存档备份，存于）
- High Speed Flow Group at University of New South Wales （页面存档备份，存于）